# Shin Soo-Hee
Shin Soo-Hee est une artiste peintre coréenne née en 1944.

## Biographie
De 1962 à 1966, Shin Soo-Hee poursuit ses études à la Faculté des Beaux-Arts de l'Université nationale de Séoul. 
De 1966 à 1968, elle fréquente l'École des Beaux-Arts de Paris, en section art monumental. 
En 1983, 1984, elle travaille à l'Université Stanford, aux États-Unis, en atelier de monotype. Elle travaille aussi à Séoul et à Paris dans un même ordre d'idée et pour subvenir à ses besoins.
Elle participe à des expositions collectives, notamment en 1993 à Levallois (Hauts-de-Seine) et, depuis 1954, elle expose individuellement et régulièrement à Séoul.

## Style et mouvement
En 1968, elle réalise une peinture murale pour le Centre de la Jeunesse de Neuilly-sur-Seine. Elle voyage à travers l'abstraction, en éprouvant les nombreuses ouvertures. Presque toujours gestuelle et non géométrique, c'est du côté du paysagisme abstrait qu'elle se retrouve le plus souvent. Elle précise elle-même que la spontanéité de son graphisme gestuel, d'origine calligraphique, vise à créer un « espace spirituel », et que la couleur bleue, constante dans son travail, symbolise l'immensité de l'esprit humain et universel.